# Франц Йосип Степанович
Йо́сип Степа́нович Фра́нц (* 1956) — український диригент, заслужений діяч мистецтв України (2003), професор кафедри оркестрового диригування та інструментознавства Національної музичної академії України імені П. І. Чайковського, керівник оркестру баяністів.

## Життєпис
Народився 1956 року в селі Ясіня. 1981 року закінчив Київський інститут культури, 1988-го — аспірантуру, 1997 року — Національну музичну академію по оперно-симфонічному диригуванню, клас Вадима Гнєдаша.
Від 1981 року працює в київському університеті культури — викладач, старший викладач, доцент, 1991 — декан музичного факультету, завідувач кафедри оркестрового диригування, від 1997-го — в.о. професора.
З 1999 року — президент Всеукраїнського благолійного фонду «Українськое філармонійне товариство».
2001 року — автор та художній керівник творчого проекту "Музичні вечори в Національному заповіднику «Софія Київська» (музей Андріївської церкви).
Від 2003 року — директор, художній керівник й головний диригент симфонічної капели «Ренесанс».